# La Immaculada de Casa Visa
La Immaculada de Casa Visa és una Capella particular de Casa Visa, en el poble d'Isavarre, del terme municipal d'Alt Àneu, a la comarca del Pallars Sobirà, dins de l'antic terme d'Isil.
És una capella integrada en el mateix edifici de la casa a la qual pertany. El més destacat és el seu paviment, fet amb còdols.